# Чемпионат Мексики по футболу (Третий дивизион)
Чемпионат Мексики по футболу (Третий дивизион) (исп. Tercera División de México, Терсе́ра Дивисьо́н) — четвёртый уровень в системе профессиональных футбольных лиг Мексики.
Дивизион состоит из 14 региональных групп, в которых играют в общей сложности 214 футбольных клубов и младших команд Лиги МХ и Ассенсо МХ.